# Heterothyone alba
Heterothyone alba är en sjögurkeart som först beskrevs av Hutton 1872.  Heterothyone alba ingår i släktet Heterothyone och familjen Heterothyonidae. Inga underarter finns listade i Catalogue of Life.